# Karl Urban

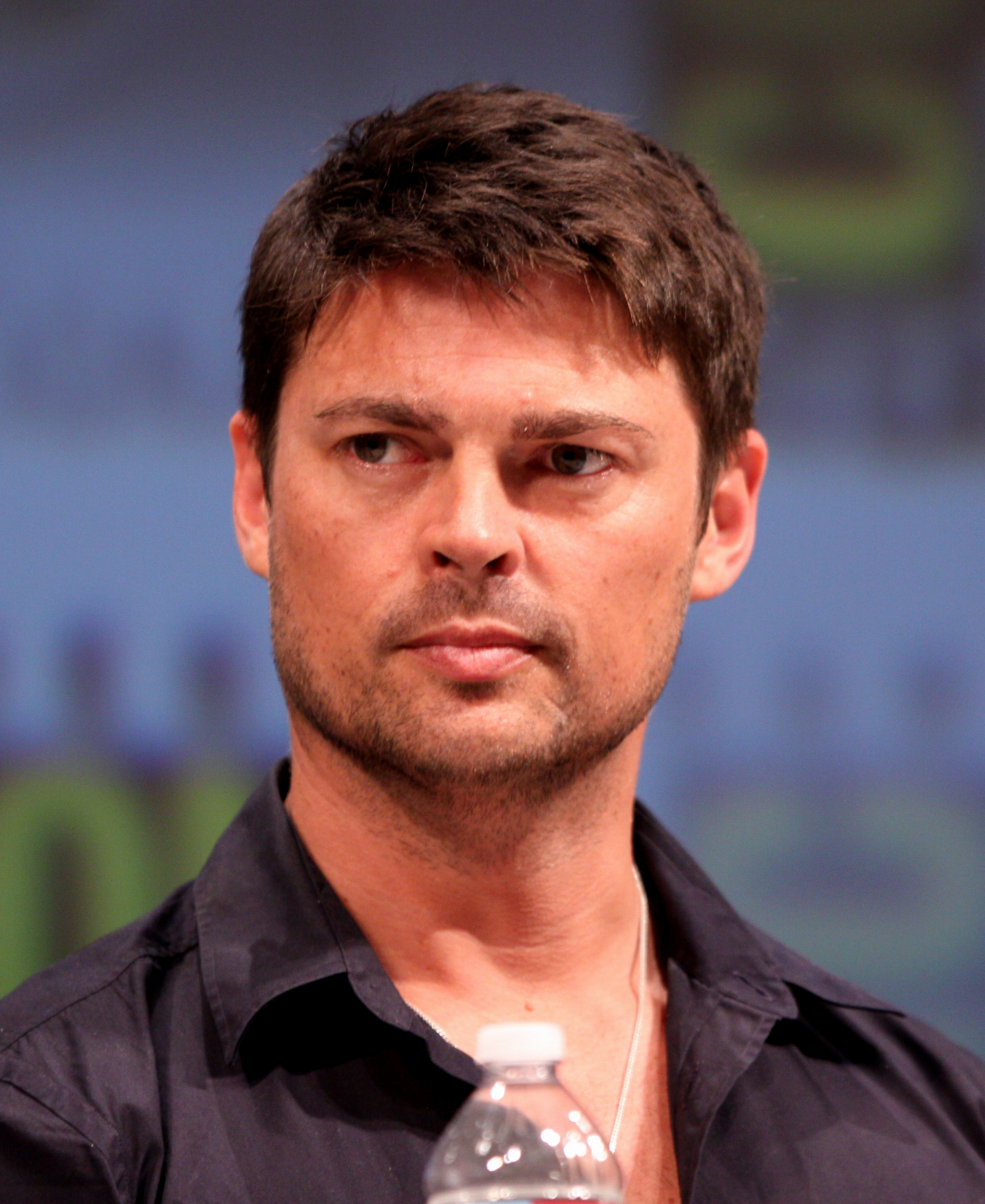
Karl Urban (2010)

Karl-Heinz Urban (ur. 7 czerwca 1972 w Wellington) – nowozelandzki aktor, który grał m.in. w trylogii Władca Pierścieni, serii filmów Star Trek i serialu The Boys.

## Życiorys

### Wczesne lata
Urodził się i wychowywał się w Nowej Zelandii, w Wellington. Jego rodzina posiadała w nim sklep z artykułami z wyprawionej skóry. Jego matka pracowała w kinematografii nowozelandzkiej w Wellington. Dzięki matce zainteresował się produkcją filmową. Uczęszczał do St Mark's Church School, gdzie brał udział w przedstawieniach, pisał scenariusze i reżyserował spektakle. W latach 1986–90 naukę kontynuował w Wellington College.
Następnie zapisał się na studia licencjackie na Victoria University of Wellington, ale po roku wyjechał, decydując się na karierę aktorską.

### Kariera
W wieku ośmiu lat trafił do nowozelandzkiego serialu Pioneer Woman. W nowozelandzkim serialu policyjnym Shark in the Park (1990) grał uzależnionego od heroiny Rohanna Murdocha. Można było go także dostrzec w dramacie wojennym Chunuk Bair (1992) wg powieści Maurice’a Shadbolta z Robertem Powellem i Johna Leigha jako żołnierza oraz w serialu Métropole Télévision 6 Biały Kieł (White Fang, 1993) z Lee Grant i Jaimzem Woolvettem. W serialu TVNZ 2 Shortland Street (1993–94) wystąpił jako Jamie Forrest.
W serialu Herkules (ang. Hercules: The Legendary Journeys, 1996) i spin-off Xena: Wojownicza księżniczka (1997) wystąpił w roli Kupidyna, syna Afrodyty i męża Psyche. W serialu Xena: Wojownicza księżniczka (1997−2000) grał też Juliusza Cezara.
Wcielił się w postać Éomera, siostrzeńca władcy Rohanu, dowódcy oddziału Rohirrimów w filmach: Władca Pierścieni: Dwie wieże (2002) i Powrót króla (2003) w reżyserii Petera Jacksona, na podstawie powieści J.R.R Tolkiena.
Z kolei w odświeżonej serii Star Trek w reżyserii J.J. Abramsa grał doktora Leonarda McCoya – pojawił się w filmach Star Trek (2009) i W ciemność. Star Trek (2013).
Spotykał się z Natalie Cole. 16 września 2004 roku poślubił Natalie Wihongi. Mają dwóch synów: Huntera (ur. 1 listopada 2000) i Indianę 'Indy' (ur. 2005). Jednak w 2014 doszło do separacji. Zamieszkał w Auckland. W latach 2014–2018 był związany z Katee Sackhoff.

## Filmografia
| Rok     | Tytuł polski                    | Tytuł oryginalny                              | Rola                        |
| ------- | ------------------------------- | --------------------------------------------- | --------------------------- |
| 2002    | Statek widmo                    | Ghost Ship                                    | Munder                      |
| 2002    | Władca Pierścieni: Dwie wieże   | The Lord of the Rings: The Two Towers         | Éomer                       |
| 2003    | Władca Pierścieni: Powrót króla | The Lord of the Rings: The Return of the King | Éomer                       |
| 2004    | Krucjata Bourne’a               | The Bourne Supremacy                          | Kiril                       |
| 2004    | Kroniki Riddicka                | The Chronicles of Riddick                     | Vaako                       |
| 2005    | Doom                            | Doom                                          | John 'Reaper' Grimm         |
| 2006    | Tropiciel                       | Pathfinder                                    | Duch                        |
| 2009    | Star Trek                       | Star Trek                                     | Leonard McCoy               |
| 2010    | Red                             | Red                                           | William Cooper              |
| 2010    | I zapadła ciemność              | And Soon the Darkness                         | Michael                     |
| 2011    | Ksiądz 3D                       | Priest 3D                                     | Black Hat (Czarny Kapelusz) |
| 2012    | Dredd                           | Dredd                                         | Sędzia Dredd                |
| 2013    | W ciemność. Star Trek           | Star Trek Into Darkness                       | Leonard McCoy               |
| 2016    | Star Trek: W nieznane           | Star Trek Beyond                              | Leonard McCoy               |
| 2017    | Thor: Ragnarok                  | Thor: Ragnarok                                | Skurge                      |
| 2018    | Złe Psy                         | Bent                                          | Danny Gallagher             |
| od 2019 | The Boys                        | The Boys                                      | Billy Rzeźnik               |
| 2022    | Morska bestia                   | The Sea Beast                                 | Jacob Holland               |
| 2025    | Mortal Kombat II                | Mortal Kombat II                              | Johnny Cage                 |